# Felix Dreyer
Felix Dreyer ist ein Lichtdesigner, der seit 2005 am Wiener Burgtheater arbeitet.

## Leben und Werk
Dreyer ist Künstlerischer Leiter der Beleuchtung am Akademietheater, dem kleineren Haus der Burg. Dieses Theater wird sowohl von Regisseuren und Schauspielern, als auch von Publikum und Presse – unter anderem wegen seiner Intimität, auch wegen seiner Tradition – sehr geliebt. Der Spielplan des Akademietheaters umfasst die gesamte Theatergeschichte, ein wesentlicher Schwerpunkt von rund einem Drittel aller Produktionen jedoch gilt der Gegenwartsdramatik.
Folglich zählte und zählt Dreyer regelmäßig zum Leading Team von Uraufführungen, Deutschsprachigen und Österreichischen Erstaufführungen – beispielsweise von Theatertexten von Peter Handke, Elfriede Jelinek, Ewald Palmetshofer, René Pollesch und Roland Schimmelpfennig. Der Lichtdesigner arbeitet häufig mit den Regisseuren Stefan Bachmann und David Bösch zusammen, aber auch mit Alvis Hermanis, Andrea Breth, Dieter Giesing und den Autoren-Regisseuren Pollesch und Schimmelpfennig.
Aufgrund der regen Gastspieltätigkeit der Burg während der Direktion Bachler (1999–2009) und der Ära Hartmann (2009–2014) waren zahlreiche von Dreyer ausgeleuchtete Inszenierung im gesamten deutschen Sprachraum zu sehen: Handkes Die Unvernünftigen sterben aus war eine Koproduktion mit dem Young Directors Project der Salzburger Festspiele 2006. Barbara Freys gefeierte Kurzfassung von Shakespeares Sturm aus dem Jahr 2007 – mit Maria Happel, Joachim Meyerhoff und Johann Adam Oest – wurde auch am Berliner Ensemble, am Schauspiel Hannover, am Stadttheater Schaffhausen und am Schauspielhaus Zürich, sowie in Brixen, Meran und Schlanders aufgeführt. Wajdi Mouawads Verbrennungen, inszeniert von Stefan Bachmann, wurden 2008 zu den Autorentheatertagen am Hamburger Thalia Theater eingeladen, weiters zur Ruhrtriennale 2010 und ins Theater am Kirchplatz im Liechtensteinschen Schaan. Die spektakuläre Weibsteufel-Inszenierung von Martin Kušej mit Birgit Minichmayr war 2009 beim Berliner Theatertreffen eingeladen und steht noch 2014 auf dem Spielplan des Münchner Residenztheaters.
David Böschs Gespenster-Inszenierung gastierte am Thalia Theater in Hamburg und  Jan Bosses Othello-Fassung am Theater Winterthur. Roland Schimmelpfennigs Der goldene Drache wurde 2010 zum Berliner Theatertreffen eingeladen, ebenso 2011 die Akademietheater-Produktion von Kathrin Rögglas Natascha-Kampusch-Stück Die Beteiligten. Der goldene Drache war schließlich auch in Bozen, Schaan und bei den Mülheimer Theatertagen zu sehen, Schimmelpfennigs Peggy Pickit sieht das Gesicht Gottes erhielt eine Einladung zu den Autorentheatertagen 2011 am Deutschen Theater Berlin. Stephan Kimmigs Uraufführungsinszenierung von Ewald Palmetshofers räuber.schuldengenital (2012) gastierte im Juni 2013 bei den Berliner Autorentheatertagen und bei den 17. Internationalen Schillertagen in Mannheim.
Während die internationale Anerkennung insbesondere der Gegenwartsdramatik gilt, leuchtet Dreyer an seinem Stammhaus auch klassische Dramen (wie Gorkis Kleinbürger, 2005, und Ibsens Die Frau vom Meer, 2013) aus, schwarze Komödien (wie Kesselrings Arsen und Spitzenhäubchen, 2006) und  Gesellschaftskomödien (wie Strindbergs Rausch oder Wildes Der ideale Mann, beide 2011). Besonderen Anklang beim Publikum fanden 2013 Nestroys Der Talisman, inszeniert von David Bösch, und das Märchen vom Gestiefelten Kater, inszeniert von Annette Raffalt.
Als Gast arbeitete Dreyer auch für die Wiener Taschenoper, für die er 2012 im Schloss Schönbrunn das Licht für eine Intermezzi-Produktion gestaltete und für die er 2014 im Wiener Konzerthaus, an der Grazer Oper und in der Hamburger Elbphilharmonie das Lichtdesign der Kinderopernproduktion Der blaue Autobus übernahm.

## Uraufführungen
- 2006 Boulevard Sebastopol von Igor Bauersima
- 2006 Das purpurne Muttermal von René Pollesch
- 2006 Ende und Anfang von Roland Schimmelpfennig
- 2007 Das Haus des Richters von Dimitré Dinev
- 2010 Peking Opel von René Pollesch
- 2012 Die Kommune von Mogens Rukov und Thomas Winterberg
- 2012 Der Komet von Justine del Corte
- 2012 räuber.schuldengenital von Ewald Palmetshofer
- 2013 Cavalcade or Being a holy motor von René Pollesch
- 2014 Winterreise von Elfriede Jelinek